# Praça Paris (filme)
Praça Paris é um filme luso-brasileiro de drama, realizado por Lúcia Murat e produzido por Andrés Longares, Felicitas Raffo, Gonçalo Galvão Teles e Luís Galvão Teles. Estreou-se no Brasil a 26 de abril de 2018 e em Portugal a 4 de outubro de 2018.

## Sinopse
O filme retrata Camila, uma psicanalista portuguesa, que vai ao Brasil fazer uma pesquisa sobre a violência. Na sua pesquisa cruza-se com Glória, uma das suas pacientes e trabalhadora da universidade onde faz a investigação, que lhe conta a complicada história da sua família, ao mesmo tempo que a envolve na ligação que tem com Camila.

## Elenco
- Grace Passô como Glória
- Joana de Verona como Camila
- Marco Antonio Caponi como Martim
- Alex Brasil como Jonas
- Babu Santana como Shepherd
- Taiana Bastos como guarda da prisão
- Daniel Braga como Seu Valdemar
- Rafael d'Avila
- Wanderson 'Petão' Lopes como guarda da prisão
- Thaís Nascimento como Soraya
- Digão Ribeiro como Samuel
- Allefe Santos